# Kristina Bille
Kristina Bille Hansen född den 3 april 1986 i Hvalpsund på Farsø, är en dansk handbollsspelare. Hon spelade som högersexa.

## Karriär
18 år gammal kom Bille till storklubben Viborg. Hon spelade då i ungdomslandslaget och trivdes bra i Viborg. Bille var med och vann 2006 Champions League med Viborg HK och samma år blev det ett danskt mästerskap. Bille bytte klubb till Aalborg DH 2007. Hon berättar om orsakerna i en intervju med EHF 2007.  Efter fyra säsonger i Aalborg slutade Bille och  skrev på för slovenska storklubben Krim Mercator under ett år. Åren i Aalborg bjöd på en silvermedalj i danska mästerskapet. Hon stannade bara ett år i Krim och valde att fortsätta i norska mästarklubben Larvik där hon blev i två år. Hon kom dit året efter att Larvik vunnit Champions League och slutade där året innan Larvik tog silver i Champions League så hon missade de stora framgångarna med klubben. Andra året i Larvik spelade hon inte på grund av graviditet. Hon spelade sedan sina sista 4 år i Danmark i Skive , Vendsyssel och EH Aalborg där hon slutade karriären 2018. 2016 rapporterade Handbollskanalen att Bille hade gjort 200 mål i  division 1  klubben Vendsyssel säsongen 2015-2016

### Landslagskarriär[5]
Bille debuterade i landslaget den 14 oktober 2005 mot Norge. Bille spelade sedan 100 landskamper och gjorde 155 mål för landslaget till 2013.  Den 23 mars 2013 gjorde hon sin sista landskamp mot Ryssland i en dansk seger 31-30 i Nantes inför 4000 åskådare  i Golden League. 
Bille har deltagit i  några mästerskap. Debut i EM 2006 i Sverige och hon medverkade sedan i  VM 2011 i Brasilien och i EM 2012 i Serbien. Bille spelade i landslaget i 8 år men var bara med i tre mästerskapsturneringar. Hon tillhörde aldrig stommen i landslaget.

## Klubbar[7]
- Hvalpsund IF (-2004)

- Viborg HK (2004-2007)

- Aalborg DH (2007-2011)

- RK Krim (2011-2012)[8]

- Larvik (2012-2014)[9]
- Skive fH (2014-2015)
- Vendsyssel IF (2015-2016)[10]
- EH Aalborg (2016- 2018)[11]

## Meriter
- Champions League med Viborgs HK 2006
- DM-guld med Viborg HK 2006

### Fotnoter
1. ↑  ”EHF / Kristina Bille”. Arkiverad från originalet den 10 november 2019. https://web.archive.org/web/20191110143309/http://www.eurohandball.com/ec/cl/women/2013-14/player/522995/Kristina+Bille. Läst 28 februari 2018.
2. ↑  ”Kampe , keresta och koeleskap”. Arkiverad från originalet den 1 mars 2019. https://web.archive.org/web/20190301074646/https://nordjyske.dk/nyheder/kampe-kaereste-og-koeleskab/7bbb4040-cd92-4b69-a1d0-52101fdcdfc0. Läst 28 februari 2019.
3. ↑  ”Bille : Aalborg gives more space for wingers”. Arkiverad från originalet den 14 juli 2014. https://web.archive.org/web/20140714162851/http://www.eurohandball.com/article/010609/Bille%3A+Aalborg+gives+more+space+for+wingers. Läst 28 februari 2019.
4. ↑  ”Förre landslagsspelaren har gjort 200 måli divisin 1”. https://handbollskanalen.se/danmark-damer/forra-landslagsspelaren-har-gjort-200-mal-division-1/. Läst 28 februari 2019.
5. ↑  ”Haslund info / Kristina Bille Hansen”. http://www.haslund.info/haandbold/20_dame/20_spillere/bilkri.asp. Läst 28 februari 2019.
6. ↑  ”Haslund info / Landskamp Danmark - Ryssland”. http://www.haslund.info/haandbold/20_dame/10_kampe/201x/20130323.asp. Läst 28 februari 2019.
7. ↑  ”DhDb Kristina Bille”. http://dhdb.hyldgaard-jensen.dk/spiller.php?id=1531. Läst 28 februari 2019.
8. ↑  ”Kristina Bille Hansen in Krim Mercator”. https://www.handball-planet.com/kristina-bille-hansen-in-krim-mercator/. Läst 28 februari 2019.
9. ↑  ”Bille i den danska EM truppen”. https://www.larvikhk.no/2012/11/27/bille-i-den-danske-em-troppen/. Läst 28 februari 2019.
10. ↑  ”Kristina Bille fortsätter i Vendsyssl håndbold”. Kanal Fredrikshavn. http://www.kanalfrederikshavn.dk/vis/nyhed/kristina-bille-fortsaetter-i-vendsyssel-haandbold/. Läst 28 februari 2019.
11. ↑  ”Kristina Bille skifter till EH Aalborg”. Arkiverad från originalet den 1 mars 2019. https://web.archive.org/web/20190301135849/https://www.tv2nord.dk/artikel/kristina-bille-skifter-til-eh-aalborg. Läst 28 februari 2019.